# Frullania neocaledonica
Frullania neocaledonica là một loài Rêu trong họ Jubulaceae. Loài này được J.J. Engel mô tả khoa học đầu tiên năm 1999.